# Matthias Schleiden
Matthias Jakob Schleiden (Hamburgo, 5 de abril de 1804 — Francoforte, 23 de junho de 1881) foi um botânico alemão, cofundador (com Theodor Schwann) da teoria celular.

## Carreira
Matthias Jakob Schleiden nasceu em Hamburgo em 5 de abril de 1804. Seu pai era o médico municipal de Hamburgo. Schleiden prosseguiu seus estudos jurídicos graduando-se em 1827. Ele então estabeleceu uma prática jurídica, mas após um período de depressão emocional e uma tentativa de suicídio, ele mudou de profissão.
Ele estudou ciências naturais na Universidade de Göttingen em Göttingen, Alemanha, mas se transferiu para a Universidade de Berlim em 1835 para estudar plantas. Johann Horkel, tio de Schleiden, o encorajou a estudar embriologia de plantas.
Ele logo desenvolveu seu amor pela botânica em uma busca em tempo integral. Schleiden preferiu estudar a estrutura das plantas ao microscópio. Como professor de botânica na Universidade de Jena, ele escreveu Contributions to our Knowledge of Phytogenesis (1838), no qual afirmava que todas as plantas são compostas de células. Assim, Schleiden e Schwann foram os primeiros a formular o que era então uma crença informal como um princípio da biologia igual em importância à teoria atômica da química. Ele também reconheceu a importância do núcleo da célula, descoberto em 1831 pelo botânico escocês Robert Brown, e percebeu sua conexão com a divisão celular.
Ele se tornou professor de botânica na Universidade de Dorpat em 1863, entre outras descobertas, concluiu que todas as partes das plantas são feitas de células e que um organismo vegetal embrionário surge de uma célula.
Ele morreu em Frankfurt am Main em 23 de junho de 1881.

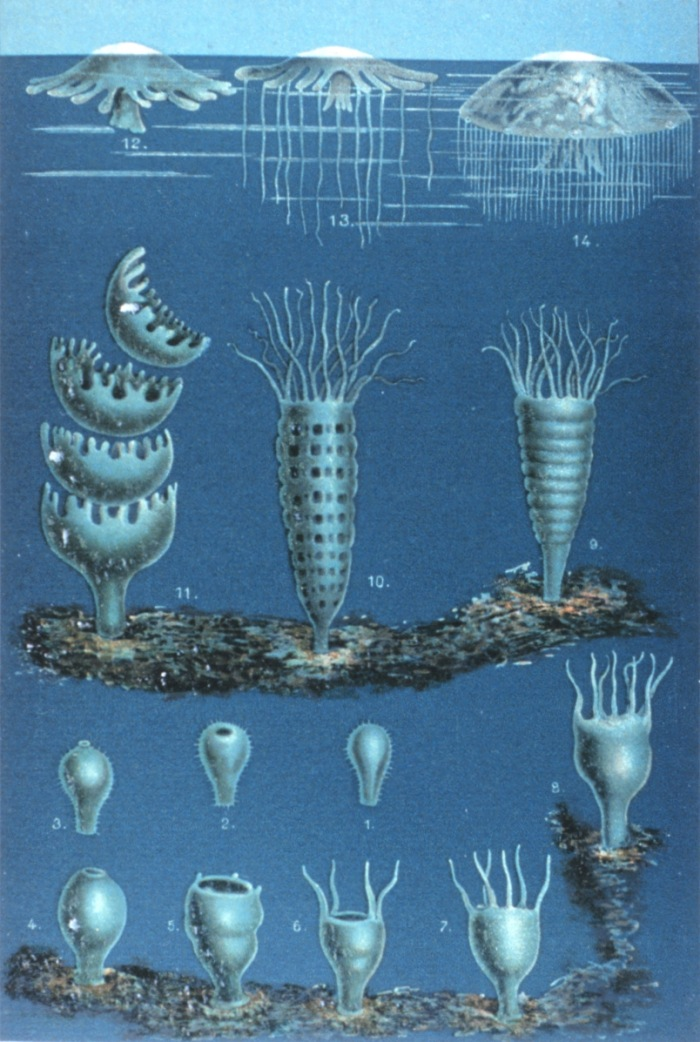
Die Entwickelung der Meduse ("O Desenvolvimento das Medusas"), na obra Das Meer

## Evolução
Schleiden foi um dos primeiros defensores da evolução. Sua palestra sobre a História do Mundo Vegetal publicada em livro como Die Pflanze und ihr Leben (A planta e sua vida em tradução livre) (1848) há uma passagem em que aborda a transmutação das espécies. Ele foi um dos primeiros biólogos alemães a aceitar a teoria da evolução de Charles Darwin e foi descrito como um dos principais defensores do darwinismo na Alemanha.
Com Die Pflanze und ihr Leben, reimpresso seis vezes em 1864, e seu Studien: Populäre Vorträge (Estudos: palestra popular em tradução livre), ambos escritos de uma forma acessível a leitores leigos, Schleiden contribuiu para criar condições de popularização da ciência em Alemanha.

## Obras selecionadas
- Beiträge zur Phytogenesis. In: Archiv für Anatomie, Physiologie und wissenschaftliche Medicin. 1838, S. 137–176. ("Contribuições para a fitogênese", "Arquivo de Anatomia, Fisiologia e Medicina científica, 1838)
- Grundzüge der wissenschaftlichen Botanik nebst einer methodologischen Einleitung als Anleitung zum Studium der Pflanze. 2 Teile. Leipzig 1842 u. 1843, spätere Auflagen unter dem Titel Die Botanik als inductive Wissenschaft bearbeitet; Nachdruck: Olms, Hildesheim/Zürich/New York 1998 ("Fundamentos da Botânica científica, juntamente com uma introdução metodológica como um guia para o estudo das plantas", em duas partes, Leipzig 1842 e 1843, edições posteriores foram publicadas sob o título "A botânica analisada sob a óptica da ciência indutiva.")
- Schellings und Hegels Verhältnis zur Naturwissenschaft: Zum Verhältnis der physikalistischen Naturwissenschaft zur spekulativen Naturphilosophie, 1844; Nachdrucke u. a. Severus-Verlag 2012, ISBN 978-3-86347-298-6
- Über die fossilen Pflanzenreste des Jenaischen Muschelkalks. Em: E.E. Schmid & M.J. Schleiden: Die geognostischen Verhältnisse des Saalthales bei Jena. Verlag von Wilhelm Engelmann, Leipzig 1846, S. 66–72, 74, Taf. V.
- Die Pflanze und ihr Leben. Engelmann, Leipzig 1848 ("A vida das plantas.")
- Encyclopädie der gesammten theoretischen Naturwissenschaften in ihrer Anwendung auf die Landwirthschaft (em alemão). Braunschweig: Vieweg und Sohn. 1850
- Grundzüge der wissenschaftlichen Botanik nebst einer methodologischen Einleitung als Anleitung zum Studium der Pflanze (em alemão). Leipzig: Wilhelm Engelmann. 1861
- Alter des Menschengeschlechts, die Entstehung der Arten und die Stellung des Menschen in der Natur (em alemão). Leipzig: Wilhelm Engelmann. 1863 ("A idade da raça humana.", a origem das espécies e da posição do homem na natureza.")
- Das Meer. edição e publicação A. Sacco Nachf., Berlin 1867; Nachdruck: Severus, Hamburg 2012, ("O Mar.")
- Die Rose. Geschichte und Symbolik in ethnographischer und kulturhistorischer Beziehung. Verlag und Druck Wilhelm Engelmann, Leipzig 1873; Nachdruck: Sändig, Wiesbaden 1973, ("A Rosa... História e simbolismo em sua relação etnográfica e histórico-cultural.")

- Die Bedeutung der Juden für Erhaltung und Wiederbelebung der Wissenschaften im Mittelalter. Commissionsverlag von Baumgaertner’s Buchhandlung, Leipzig 1877; Nachdruck: Nabu Press 2010, ISBN 978-1-149-67731-5
- Die Romantik des Martyriums bei den Juden im Mittelalter. Verlag und Druck W. Engelmann, Leipzig 1878; Nachdruck: Kessinger Pub Co 2010, ISBN 978-1-162-51552-6
- Studien. Populäre Vorträge. Wilhelm Engelmann, Leipzig 1857